# 天津風號驅逐艦
天津風（あまつかぜ）是大日本帝國海軍的驅逐艦。陽炎型驅逐艦9號艦。

## 艦歷
1937年列入计划，由海军舞鹤造船厂制造，1940年10月26日竣工，划分为一等驱逐舰。
开战时隶属于第2水雷战队第16驱逐舰队，参加菲律宾南方岛屿攻略作战。
1942年2月26日，参加爪哇战役，违反日内瓦条约中对医院船的保护条款，强行登船并俘虏荷兰医院船Op Ten Noort号。1942年12月5日，参加了瓜达尔卡纳尔海战的护卫行动。因身首设计偏直，航行所溅起的波浪曾使得美军误判航行速度，让发射出的鱼雷打斜。
1944年1月16日，在输送作战过程中被美军潜艇鱼雷击中，舰身断为两节，包含船首和舰桥部分全毁无法航行，于海上漂流。后被朝颜号驱逐舰拖拽至西贡（今越南胡志明市）修建了新船首后草草修复后回归战线。
1945年4月6日，遭到美军B-25的轰炸，中弹，严重受损，后搁浅，遭到地方武装攻击，全员弃舰后被凿沉。
1945年8月10日除籍。
2012年在厦门附近海域发现，当地部门就地保护。

## 同型艦
- 陽炎
- 雪風
- 黑潮
- 初風
- 親潮
- 夏潮
- 早潮
- 天津風
- 磯風
- 時津風
- 浦風
- 嵐
- 萩風
- 谷風
- 野分
- 濱風
- 舞風
- 秋雲

## 歷代艦長

### 艦長
1. 原為一 中佐：1940年10月26日 -
2. 田中正雄 中佐：1943年1月10日 -
3. 管明次 大佐：1944年1月10日 -
4. （兼）佐佐木高信 大佐：1944年3月13日 - 8月29日
5. 長谷部喜蔵 大佐
6. 森田友幸 大尉：1945年2月10日 -

## 關聯項目
- 大日本帝國海軍艦艇一覽